# Вилочка

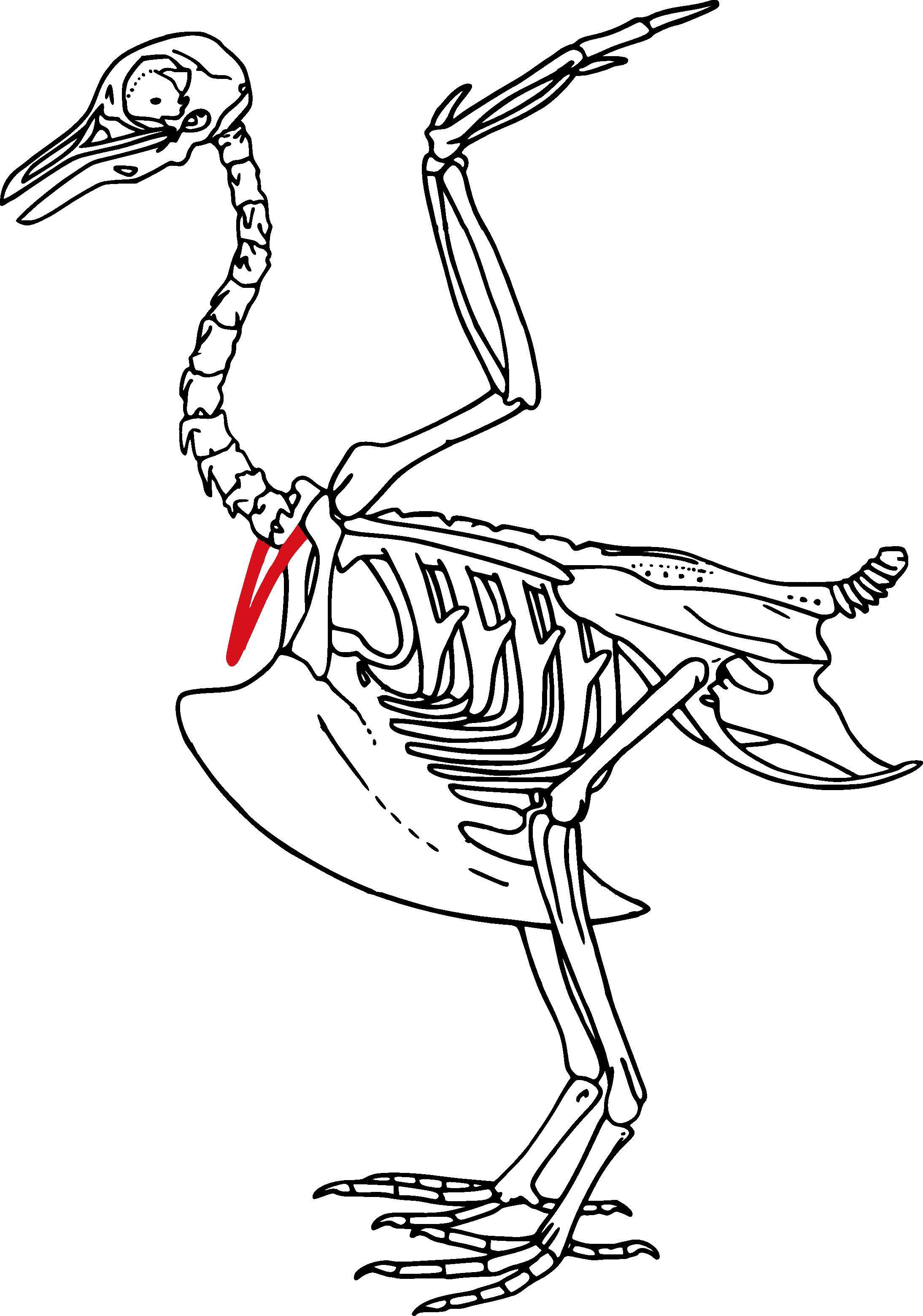
Скелет птаха. Вилочка забарвлена червоним кольором

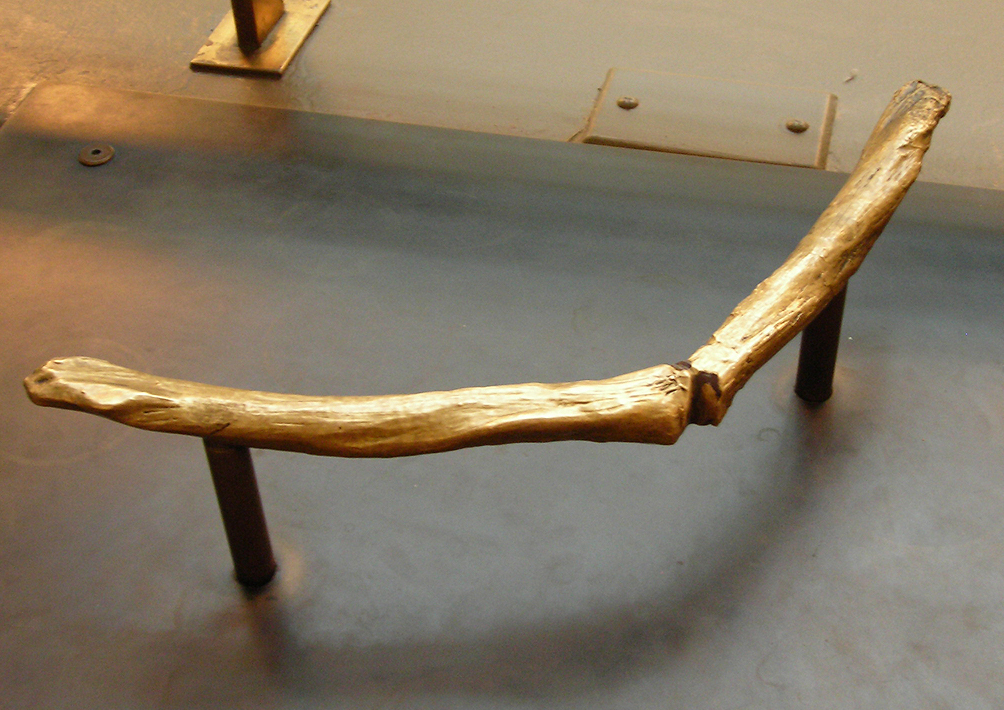
Бронзова модель вилочки тиранозавра

Ви́лочка (лат. furcula), дугоподібна кістка плечового пояса в птахів і птахоподібних динозаврів. Утворена зрощеними ключицями. Знизу вилочка може з'єднуватися з грудиною, а її верхні кінці з'єднані з лопатками і коракоїдами. Зазвичай вилочка виконує роль пружини, яка амортизує різкі поштовхи при помахах крил в польоті.
Вилочка надає пружності плечовому поясу. Була вже в археоптерикса. Вилочка розвинута в добре літаючих птахів і редукована в погано літаючих. В деяких папуг і сов вилочка не зрощена, але обидві її гілки з'єднані фіброзною зв'язкою. У нелітаючих безкілевих птахів вилочка рудиментарна, ключиці не зростаються або відсутні (ківі, вимерлі моа).